# Crone Island
Crone Island ist eine kleine unbewohnte Insel der Andreanof Islands, die zu den Aleuten 
gehören. Die etwa 2,4 km lange und 44 m hohe Insel liegt in einer Bucht an der Südküste von Adak Island.